# ナヨタケ科
ナヨタケ科（Psathyrellaceae）は真正担子菌綱ハラタケ目に属する菌類の科の一つ。この科に分類される種の多くは、傘と柄を持ち、比較的もろい繊維質の子実体（いわゆるキノコ）を形成する。胞子は暗色であるものが多く、そのため胞子紋も黒色や暗褐色を呈するものが多いが、まれに赤色その他の明るい色の胞子紋を有するものも存在する。約半数の種では、胞子の成熟に伴い傘が自己融解し、黒い液状となる。
ナヨタケ科に属する菌の担子胞子には、しばしば発芽孔が見られ、また胞子壁の中の色素は硫酸によって脱色が起こる（暗色系の胞子を有するものの系統的には遠縁なヒカゲタケ属（Panaeolus）のきのこでは、この反応は見られない）。この科の菌の多くは腐生菌だが、Psathyrella epimyces のように菌寄生性のものもまれに存在する。腐生性の種の多くは窒素源に富んだ（富栄養な）環境を好むため、腐葉土・動物の糞・朽木・芝生・庭園地などから発生することが多い。

## 分類
DNAの塩基配列の比較に基づく分子系統解析が行われる以前は、傘が液化するヒトヨタケ型の形質を示す種の多くが、ナヨタケ属菌とともに ヒトヨタケ科（Coprinaceae）に置かれていた。しかし、分子系統解析が行われるとヒトヨタケ科が単系統群でないことが明らかとなった。この際、ヒトヨタケ属のタイプ種となっていたササクレヒトヨタケ（Coprinus comatus）がヒトヨタケを中心とする多くの種と異なりハラタケ科に分類されることが示されたため、ヒトヨタケ科という科名はハラタケ科のシノニムとなり、ナヨタケ属（Psathyrella）をタイプ属とする本科が新設され、ヒトヨタケ科を構成していた大部分の種はこのナヨタケ科に移されることになった。
かつてのヒトヨタケ属(Coprinus)には傘が液化する種が多くまとめられていたが、初期の分子系統解析によって再編が行われ、ヒメヒトヨタケ属（Coprinopsis）、ヒメヒガサヒトヨタケ属（Parasola）、Coprinellus属の3属がナヨタケ科に移された。なお再編後のCoprinus属は、ハラタケ科に属し和名はササクレヒトヨタケ属と改められている。

### ナヨタケ属
ナヨタケ属(Psathyrella)は本科のタイプ属で、基本的に傘は液化しない。多系統の分類群であることが分かっており、将来的にはさらに細分化や再編が行われる可能性がある。基準種のナヨタケ（P. gracilis）など多くは吸水性の傘を持つのが特徴。
アメリカ合衆国オレゴン州のローグ川に生息するP. aquatica は、キノコの中で唯一水中に発生する種で、2010年に新種登録された。

### ムジナタケ属

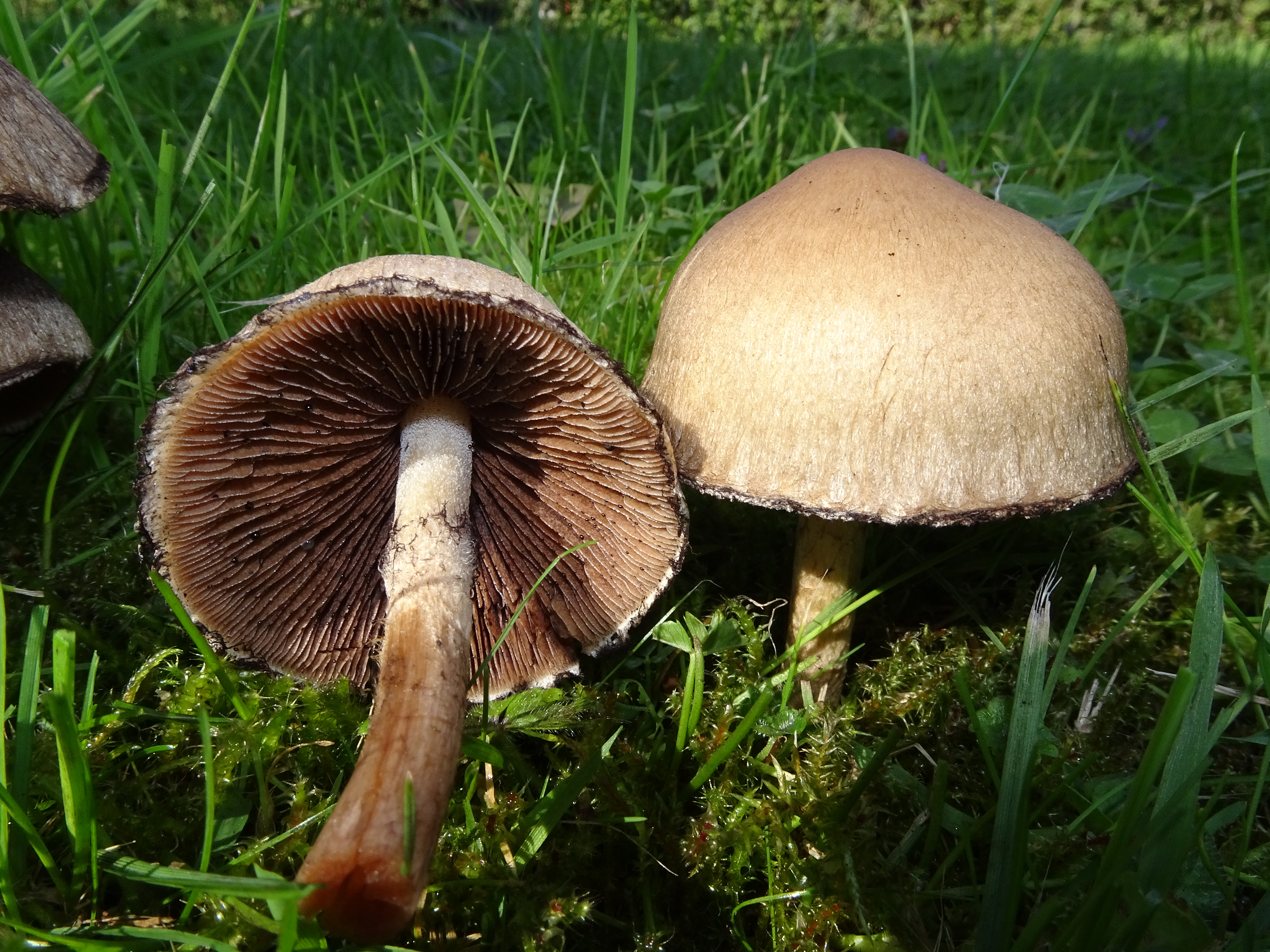
ムジナタケ

ムジナタケ属（Lacrymaria）は，子実体の傘およびひだが液化しないグループである。担子胞子の表面が平滑でなく、粗いいぼ状突起におおわれることと、ひだの縁から透明な液体の滴が滲出することとによって特徴づけられる。属名の Lacrymaria はラテン語で「涙滴」という意味の lacryma に由来する。

### クロヒメオニタケ属

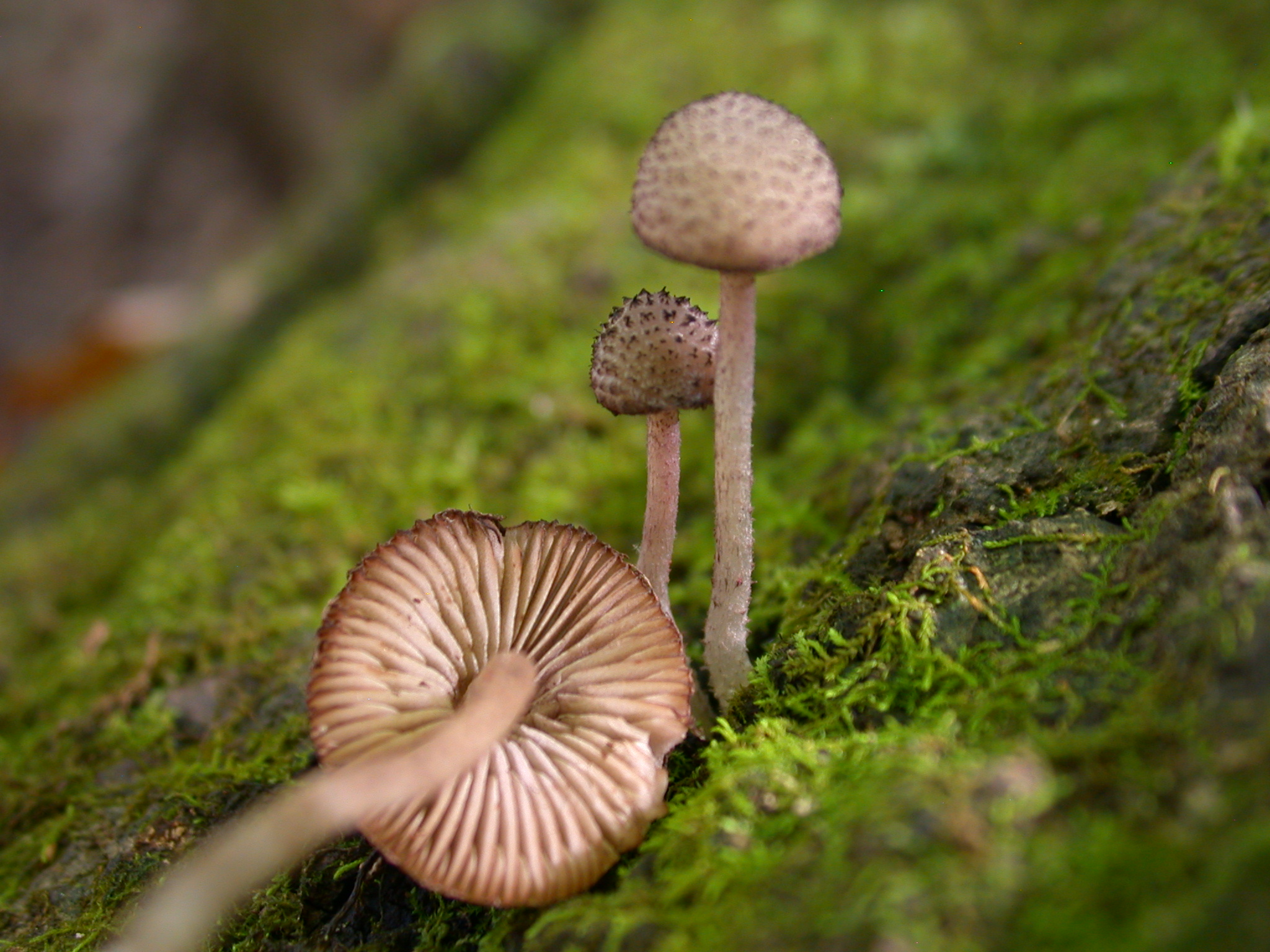
Cystoagaricus hirtosquamulosus

### Homophron属

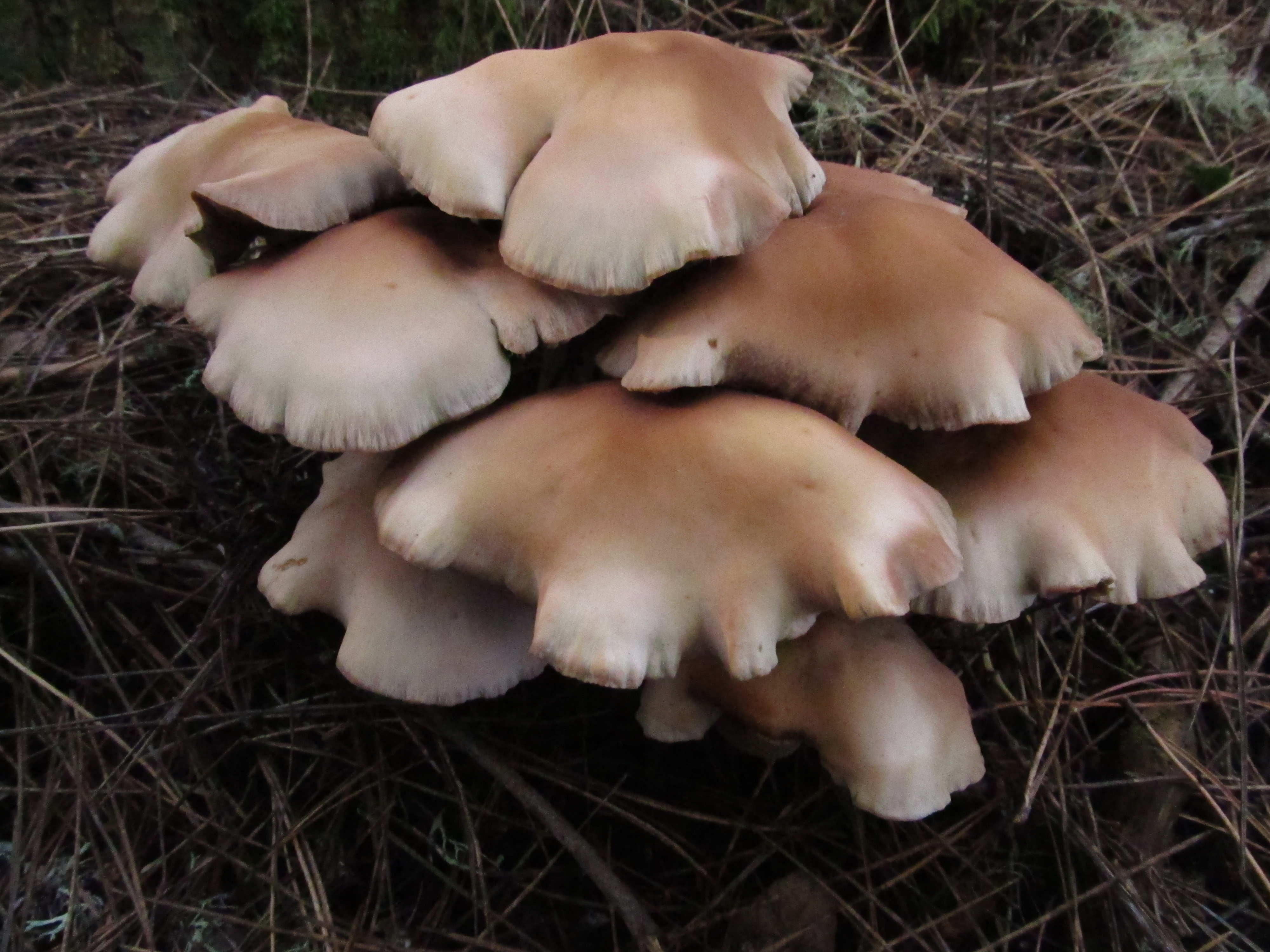
タカネイタチタケ

### ヒメヒトヨタケ属

#### ヒトヨタケ

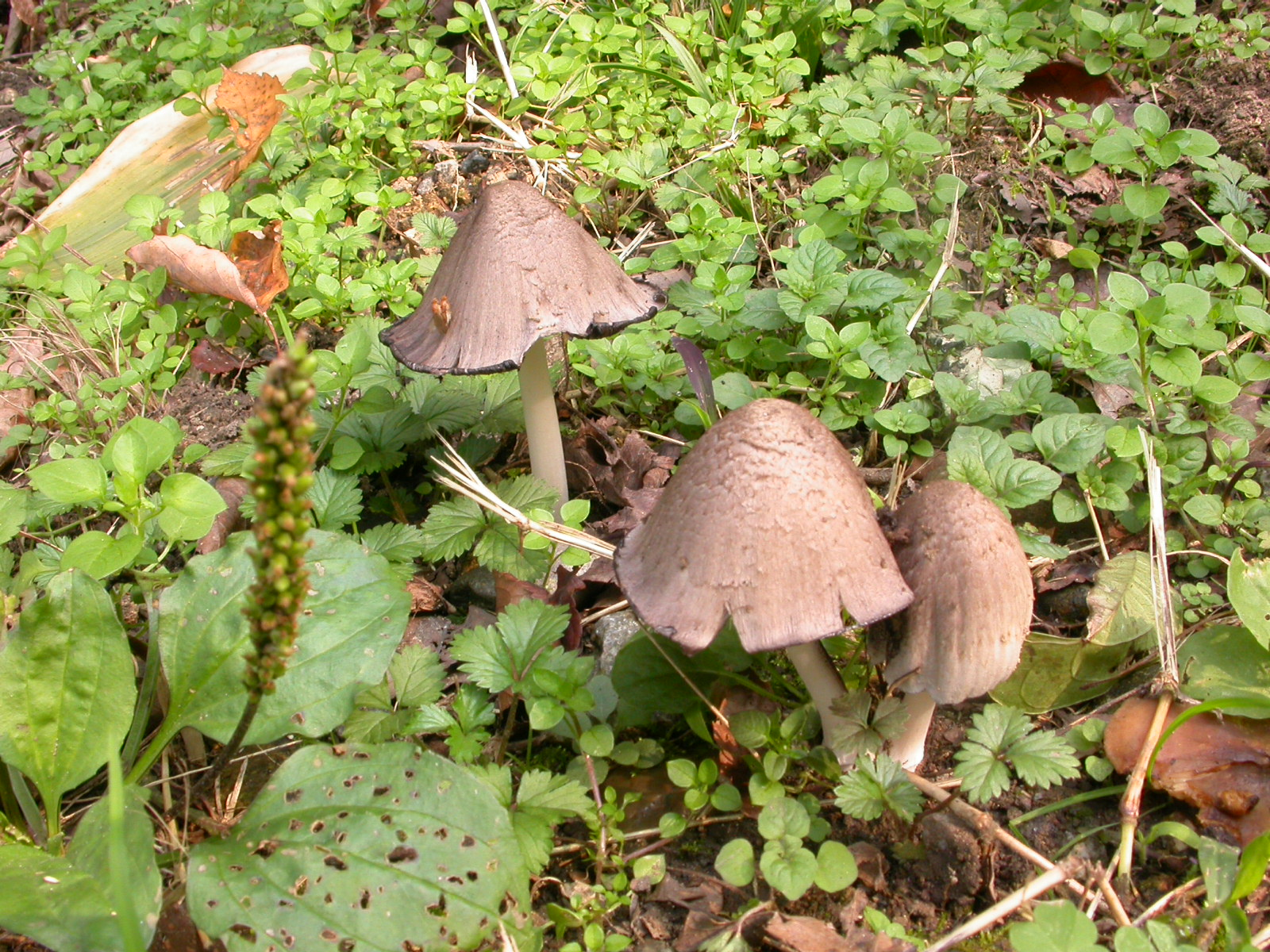
ヒトヨタケ

ヒトヨタケ（Coprinopsis atramentaria）はこの属の代表的なきのこで、成長すると黒く液化する灰色の傘を持つ。子実体は束生し、倒木や富栄養な土壌から発生する。食用にされるが、アルコールの分解酵素の働きを阻害するコプリンを含んでいるため、酒とともに摂取すると中毒症状を引き起こす種として知られる。子実体が傘の形を保った状態で存在する期間が一般的なきのこに比べて短いことから、「一夜で消えてしまうキノコ」として「ヒトヨタケ」の名が付けられている。

#### ウシグソヒトヨタケ

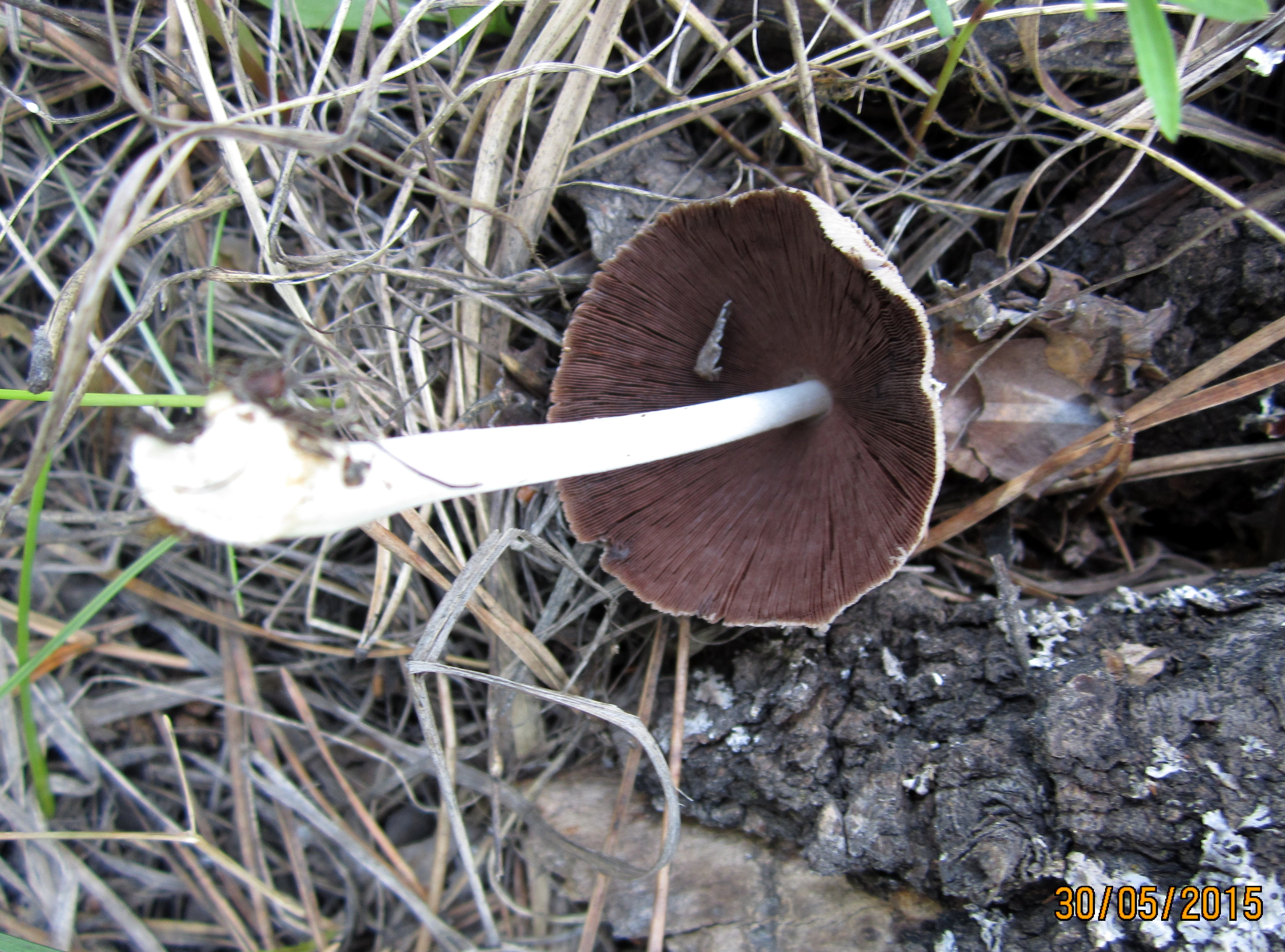
ウシグソヒトヨタケ

ウシグソヒトヨタケ（Coprinopsis cinerea）はヒトヨタケと似た、液化する傘を持つきのこ。堆肥や糞上など、ヒトヨタケより更に富栄養な環境に多い。培養が容易で世代交代期間が短いことから、スエヒロタケと並んで担子菌のモデル生物として利用されている。ゲノムサイズは単相で 36Mbp、染色体数は13。ゲノム配列の解読とアノテーションの付記が行われており、分子遺伝学的な解析に用いられている。
一方で、心臓病患者の血管中や、角膜真菌症を罹患したイヌから本種の無性菌糸が検出された例も報告されており、稀ではあるものの人間や動物への病原性も指摘されている。

### ヒメヒガサヒトヨタケ属

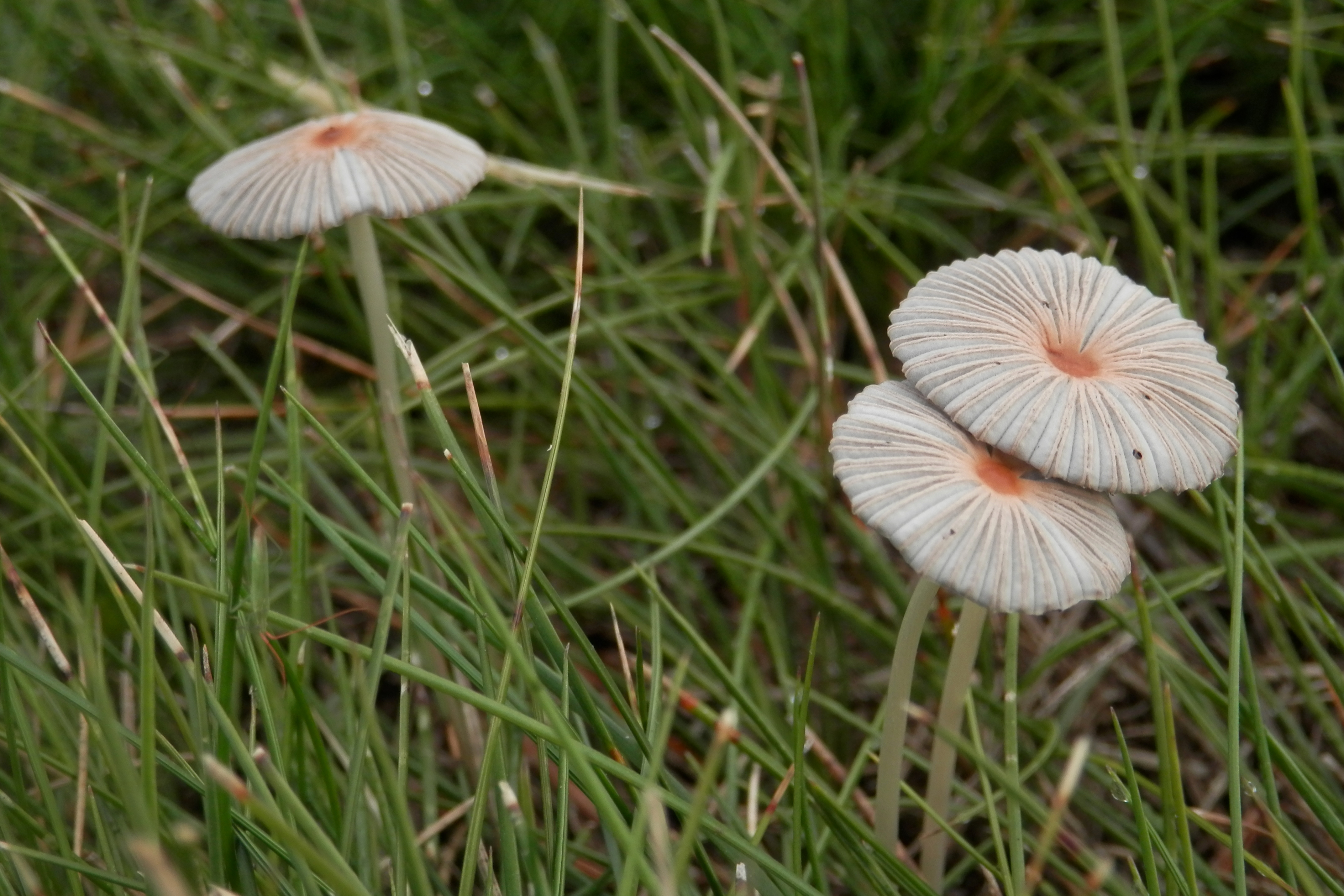
ヒメヒガサヒトヨタケ

#### Coprinopsis picacea

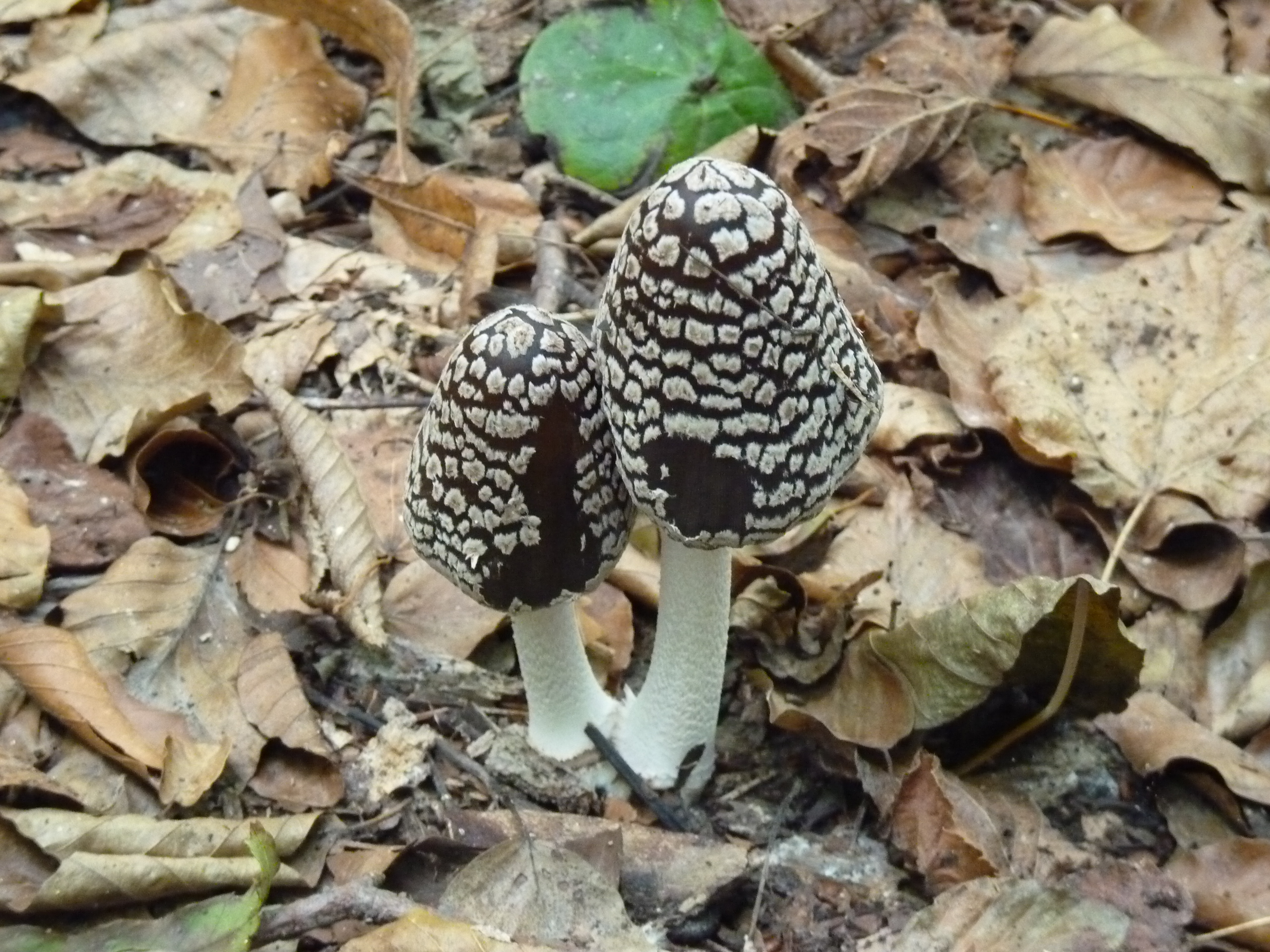
Coprinopsis picacea

Coprinopsis picacea は他のヒトヨタケ属のキノコと異なり単生する。傘の色は暗褐色で白い被膜に覆われており、この皮膜は子実体の成長に伴い割れて白い鱗片となる。歴青やインドールのような不快臭を持つ。本種はヨーロッパに産するもので、日本からはまだ発生が記録されていない。

### キララタケ属

#### キララタケ

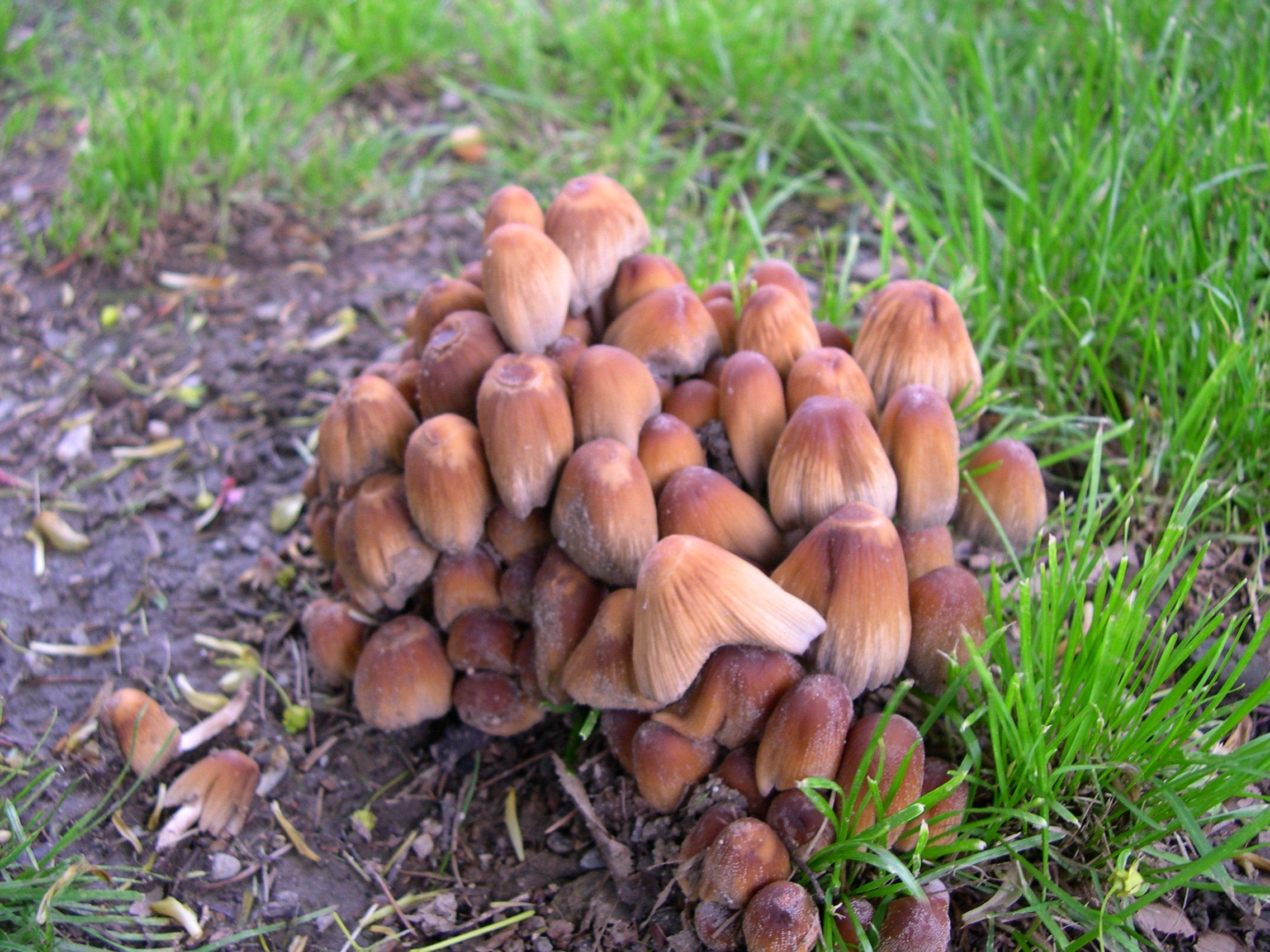
キララタケ

キララタケ（Coprinellus micaceus）は薄褐色の傘を持つ、比較的小型のキノコ。夏から秋、草地やさまざまな広葉樹の倒木やその周辺に束生する。傘は淡黄褐色から褐色で、周縁部には条線がある。はじめ傘の上部が白い細かい雲母状の鱗粉に覆われるが、これが和名・英名（雲母茸、mica cap, shiny cap, glistening inky cap）の由来となっている。成熟して老菌になると、傘の縁は次第に黒くなり溶けていく。古い図鑑の中には食用としているものもあるが、トリプタミンという毒成分を含むため食べてはいけない。

#### イヌセンボンタケ

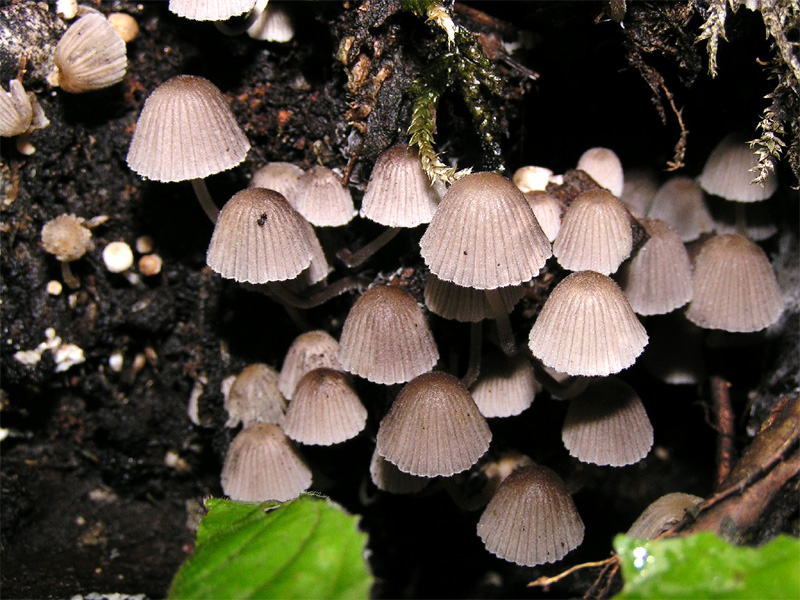
イヌセンボンタケ

イヌセンボンタケ（Coprinellus disseminates）は小型で灰白色の傘を持つきのこで、しばしば大群生をすることで知られている。和名もこの性質に由来している。ヒトヨタケ類の他のキノコと似た特徴を持つものの、傘の液化性がより弱い（乾燥した環境下では、ほとんど液化せずに原形を保つことが多い）ことから、以前はイヌセンボンタケ属（Pseudocoprinus）という独立した分類群として扱われていた。

### その他

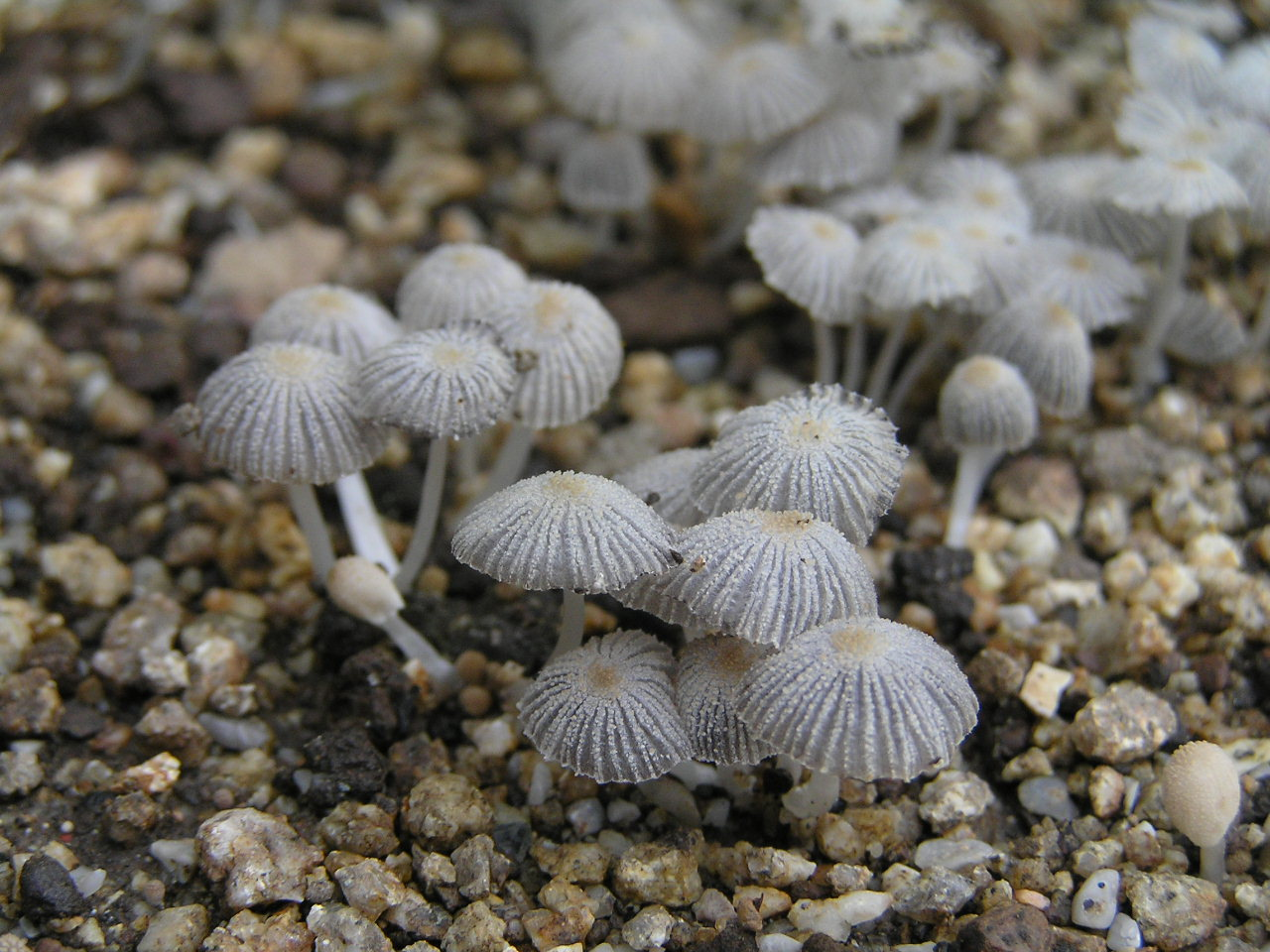
クズヒトヨタケ

クズヒトヨタケ(Coprinus patouillardii)は以上3属のどれとも異なる系統で、広義のナヨタケ属に内包されている。

### Mythicomyces属

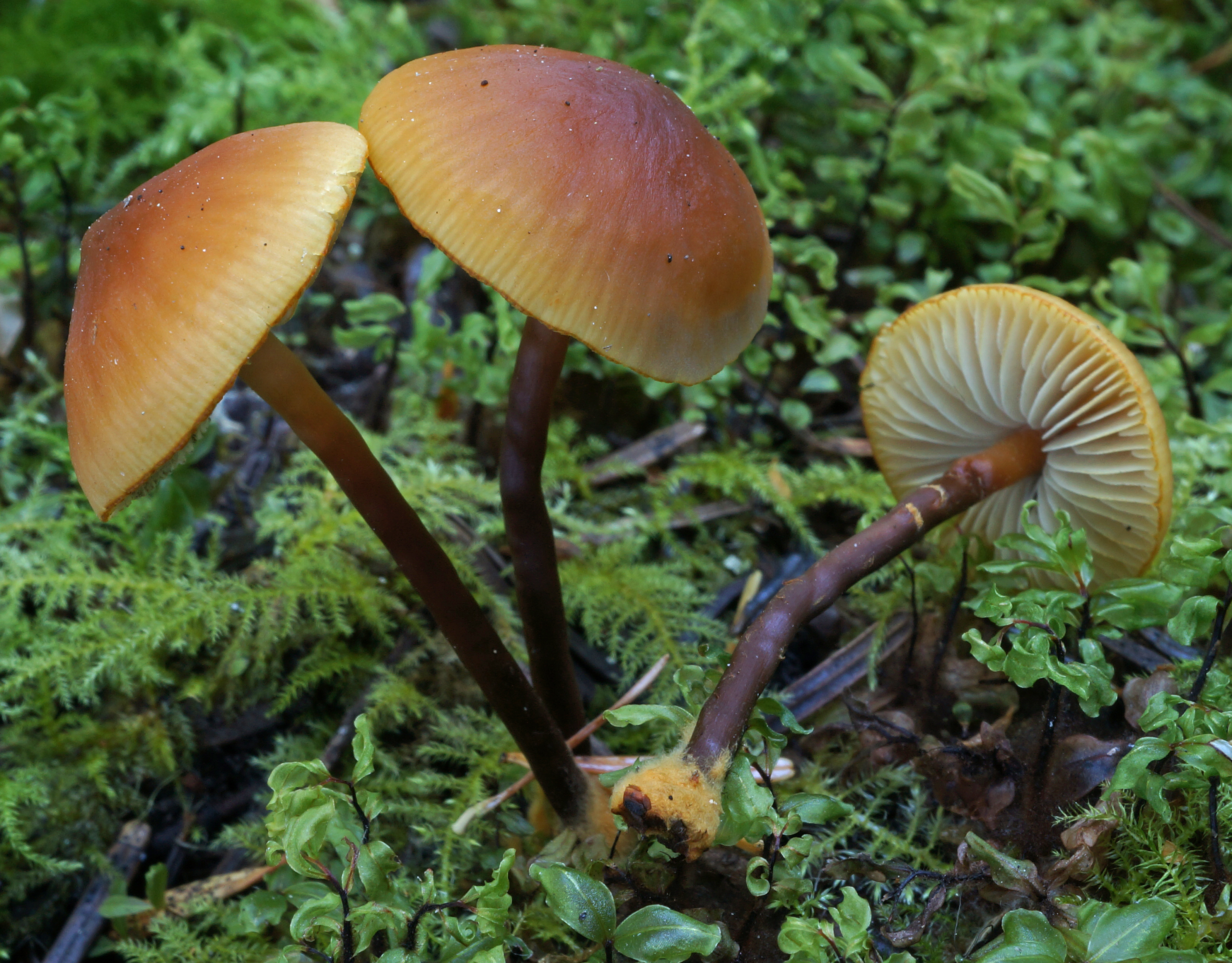
Mythicomyces corneipes

ハラタケ科のきのこと似た特徴を持つグループ。分子系統解析によりナヨタケ科の他の種と比べて系統的に古くに分岐したグループであることが明らかとなった。